# Croix-Bleue Medavie Stadium
Il Croix-Bleue Medavie Stadium è un impianto sportivo di Moncton, in Canada.

## Storia
Venne utilizzato per alcune partite del Mondiale femminile di calcio del 2015.